# E-MS
E-MS – system usług elektronicznych Ministerstwa Sprawiedliwości umożliwiający bezpłatny dostęp do informacji zawartych w Krajowym Rejestrze Sądowym oraz Monitorze Sądowym i Gospodarczym za pośrednictwem Internetu.
Z systemu może korzystać każda osoba fizyczna. 1 stycznia 2012 weszły w życie dwa rozporządzenia Ministra Sprawiedliwości regulujące funkcjonowanie E-MS.
Za pomocą systemu E-MS możliwa jest rejestracja spółki z ograniczoną odpowiedzialnością poprzez wykorzystanie elektronicznego wzorca umowy. Czynność zawiązania i zgłoszenia do rejestru spółki z o.o. następuje w formie elektronicznej, dokumenty te są podpisane podpisem elektronicznym. Osoby reprezentujące spółkę muszą jednak samodzielnie dokonać zgłoszenia do ewidencji podatników i płatników (w zakresie podatków VAT i CIT) oraz Rejestru Gospodarki Narodowej.